# متلازمة سوء التعرف الوهمي
متلازمة سوء التعرّف الوهميّ تُعتبر مصطلحًا جامعًا لمجموعة من الاضطرابات الوهميّة التي تحدث في نطاق الأمراض النفسيّة والعصبيّة، ومن أتى بهذا المصطلح هو كريستودولو (قدّمه في كتابه المسمّى متلازمات سوء التعرّف الوهميّ، كارجر، بازل، 1986). تتضمّن جميع الاضطرابات السابقة اعتقادا بأنّ هويّة شخصٍ أو شيءٍ أو مكان، قد تغيرت بطريقة ما أو تبدّلت. على الرغم من أنّ هذه الأوهام تتعلّق عادة بتصنيف معين بمفرده، إلا أنها تندرج أيضًا تحت تصنيف آخر يسمّى الأوهام أحاديّة الفكرة.
تتضمّن هذه المتلازمة المرضيّة النفسيّة غالبًا أربعة اضطرابات أساسيّة:
- وهم كابجراس، ويُعرف بأنه الاعتقاد (عادة) أنّ قريبًا أو شريكًا قد بُدّل بمنتحل طِبق الشكل.
- وهم فريجولي ، ويُعرف بأنه عندما يعتقد من يعاني منه أنّ جميع الأشخاص المختلفين الذين يقابلونه هم نفس الشخص ولكن متنكّر.
- التحوّل التداخلي، وهو الاعتقاد بأن الفرد له القدرة أن يتّخذ هيئة شخص آخر من ناحية الشكل الخارجي والشخصية كذلك.
- التضاعف الذاتيّ الذي وصفه كريستودولو في عام 1978 (مجلّة علم النفس الأمريكية 1978،249،135)، ويُعرف بأنه الاعتقاد انّ هنالك شبيه أو ازدواجيّ لذاته الذي يقوم بأفعال مستقلّة عنه.[2] [3] [4]

على الرغم ممّا سبق، فإنّ هنالك أيضًا اعتقادات وهميّة مشابهة التي غالبًا ما يُبلّغ عنها بشكل متفرّد أو نادر أكثر ولكنها أيضاً في بعض الأحوال تُعتبر جزءاً من متلازمة سوء التعرف الوهميّ، مثل:
- سوء التعرّف الذاتيّ في المرآة، وهو الاعتقاد بأن انعكاس شخص في المرآة ما هو إلا شخص آخر.
- اعتلال الذاكرة المتكرّر، وهو الاعتقاد أن المألوف من الشخص أو المكان أو الشيء أو جزء من الجسم قد تكررّ، مثل اعتقاد شخص أنه بالحقيقة ليس موجوداً في المستشفى الذي أُدخِل فيه وإنّما في مستشفى مشابه له في مكان مختلف من البلد على الرغم من كون ذلك خاطئًا بشكل واضح.[5]
- وهم كوتار، وهو اضطراب نادر يعتقد المصابون به اعتقاداً واهماً بأنّهم أموات (سواء كان ذلك حرفيًا أومجازيًا) أو أنهم غير موجودين أو متفسخّين أو قد خسروا دمهم أو أعضاءهم الداخلية، وقد تتضمّن في حالات نادرة أوهاماً بالخلود.[6]
- متلازمة الرفقاء الوهميّين، وهي الاعتقاد بأن الأشياء (كالدمى المحشوّة) هي مخلوقات واعية.[7]
- التعددّ المستنسخ للذات، وهو عندما يعتقد الشخص أنّ هنالك نسخ متعددة له ومطابقة له جسديًا ونفسيًا لكن منفصلة ومختلفة جسديًا.[8]

هنالك أدلة كثيرة على أن الاضطرابات كاضطراب كابجرس وفريجولي مرتبطة باضطرابات التعرّف على الوجه وتمييزه، و لكن اُقتُرِح أن مشكلات سوء التعرّف توجد على استمرارية حالات شذوذ المألوف بدءاً من الديجافو (وهم سبق رؤيته)من جهة إلى تكوين اعتقادات وهميّة من جهة أخرى.